# Bahamas nella guerra civile americana
Pur essendo un territorio dell'Impero britannico, le Bahamas vennero coinvolte nella guerra civile americana. Come durante l'età d'oro della pirateria, le Bahamas era il paradiso dei contrabbandieri e dei violatori di blocco che erano alleati degli Stati Confederati d'America. Anche se la Florida era a sole 55 miglia di distanza, lo stato aveva alcuni porti e pertanto i violatori di blocco potevano facilmente portarsi da Nassau a Charlston, il più grande porto confederato sulla East Coast.
L'isola di Grand Bahama aveva visto la popolazione locale scendere nel corso dell'Ottocento, ma dopo la guerra civile americana nel 1861, la sua popolazione quasi raddoppiò, attirata dagli scambi continui e illeciti che qui venivano perpetrati.
Nassau venne anche cambiata dalla guerra. Il primo violatore di blocco attraccò qui il 5 dicembre 1861. Con la fine della guerra, furono 397 le navi salpate dagli stati confederati verso Nassau, e 588 quelle da Nassau verso la Confederazione. Con la guerra, Nassau importò per 234.029 sterline ed esportò per 157.350. Nel 1864, al culmine del commercio tra la Confederazione e Nassau, le importazioni giunsero a 5.346.112 sterline e le importazioni a 4.672.398.
I violatori di blocco erano soliti prendere il cotone da Charleston per portarlo a Nassau, un viaggio di 560 miglia per quasi 48 ore di viaggio. Dal momento che l'Unione nordista aveva bloccato tutti i porti dei confederati, i violatori dovevano essere veloci. Essi erano soliti scambiare a Nassau il cotone con beni d'importazione inglesi, col cotone poi indirizzato verso la madrepatria per il funzionamento dell'industria tessile locale.
Dopo la fine della guerra, le Bahamas dovettero affrontare tempi duri e non si ripresero facilmente. Durante il proibizionismo in America, ancora una volta furono un porto sicuro per i trafficanti di scotch whisky verso gli Stati Uniti. Come per la guerra civile, anche la fine del proibizionismo compromise le fortune delle Bahamas.